# Linth

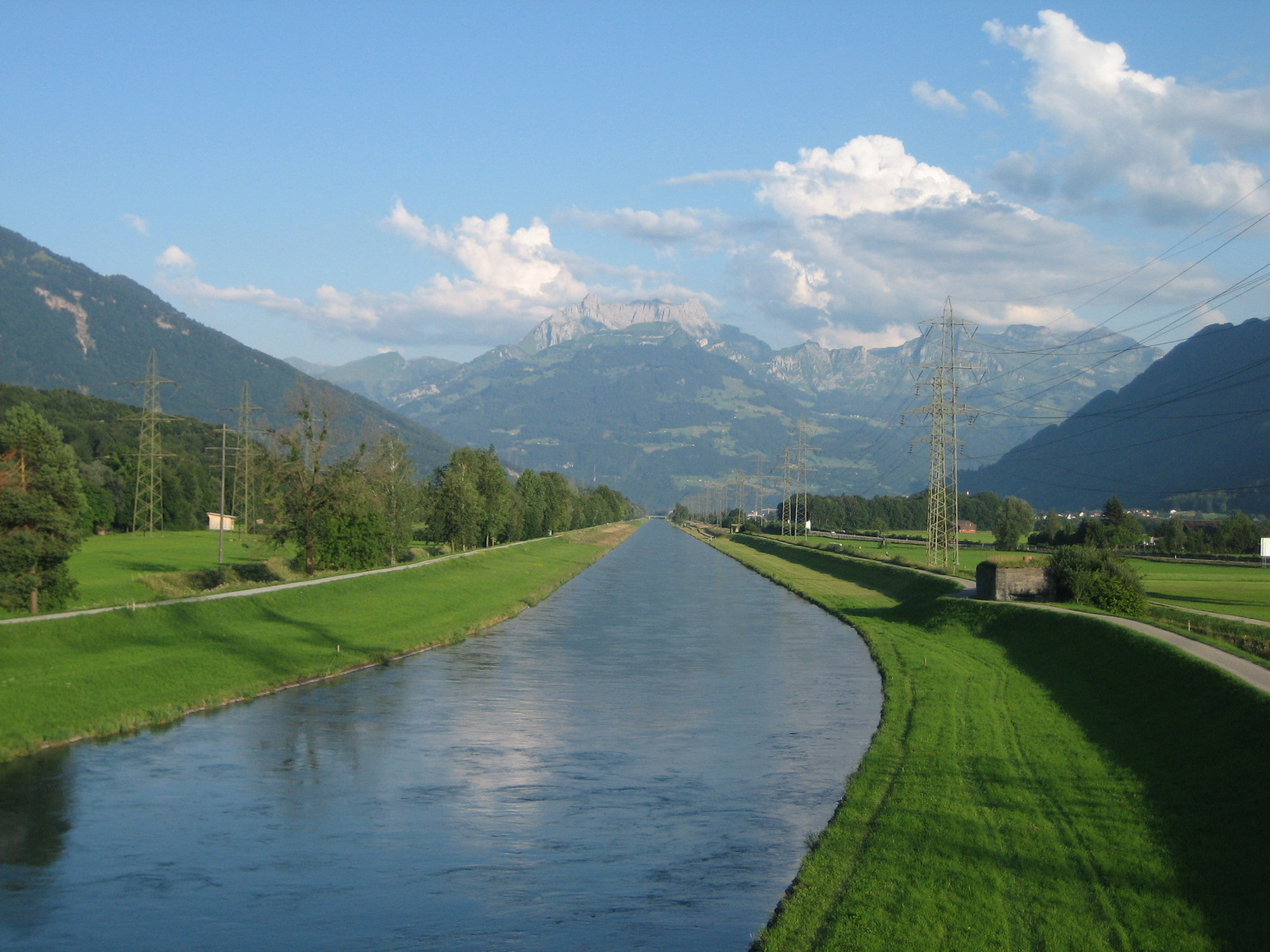
Linth

Linth – rzeka w Szwajcarii przepływająca przez kantony Glarus, St. Gallen i Schwyz.
Od swych źródeł w pobliżu przełęczy Klausenpass do ujścia do Jeziora Zuryskiego rzeka przebywa 50 km, mijając po drodze takie miasta jak Glarus, Netstal i Näfels. Powierzchnia dorzecza wynosi 1061 km², a średnia prędkość przepływu wody – 55,1 m³/s.